# William Hanna
William Hanna (n. 14 iulie 1910, Melrose, New Mexico – d. 22 martie 2001, Los Angeles, California) a fost un animator, scenarist și producător de desene animate american de origine irlandeză, ale cărui personaje au fost urmărite de milioane de fani din întreaga lume o mare parte a secolului al XX-lea. În copilărie, familia lui s-a mutat des, dar în cele din urmă s-a stabilit în anul 1919 în Compton, California. Acolo a devenit cercetaș „vultur”. A absolvit Liceul Compton în 1928 și a urmat pentru scurt timp cursuri la Compton City College, dar a renunțat la studii când a început marea criză economică.
După ce în primele luni ale crizei a prestat munci ocazionale, Hanna s-a angajat în 1930 la studioul de animație Harman și Ising. În perioada anilor 1930 s-a perfecționat și s-a remarcat lucrând la desene animate cum ar fi Căpitanul și copiii. În 1937, în timp ce lucra la studiourile Metro-Goldwyn-Mayer (MGM), Hanna l-a întâlnit pe Joseph Barbera, iar cei doi au început să colaboreze, proiectul lor cel mai cunoscut fiind Tom și Jerry. În 1957 au fondat Hanna-Barbera Productions, Inc., care a devenit unul din cele mai de succes studiouri de desene animate, producând seriale animate precum Familia Flintstone, Huckleberry Hound, Familia Jetson, Scooby-Doo, Ștrumfii, și Ursul Yogi. În 1967 Hanna–Barbera a fost achiziționată de către Taft Broadcasting pentru suma de 12 milioane de dolari, cei doi rămânând însă conducătorii companiei până în 1991, an în care studioul a fost vândut companiei Turner Broadcasting System, care, la rândul ei, a fuzionat în 1996 cu Time Warner, deținătorii companiei Warner Bros., primul angajator al lui Hanna. Hanna și Barbera au rămas pe post de consilieri.
Hanna și Barbera au câștigat șapte Premii Oscar și opt Premii Emmy. Desenele lor animate au devenit simboluri culturale, fiind vizionate la nivel global de peste 300 de milioane de persoane și fiind traduse în peste 20 de limbi. Personajele acestor producții au fost folosite și în scop comercial, în domenii precum vânzarea de filme, cărți și jucării.

## Biografie
William Hanna s-a născut la data de 14 iulie 1910 în satul american Melrose din New Mexico,:5 ca al treilea copil al cuplului William John și Avice Joyce (Denby) Hanna. A avut șase surori, și, deși era singurul fiu, Hanna a declarat că în casa lor nu a existat vreodată vreun război între sexe sau vreo rivalitate.:5 Hanna și-a descris familia ca fiind „o familie de irlandezi americani plină de viață”.:9 Tatăl său era șef al unei echipe de construcții de căi ferate, dar care lucra și la construcția sistemelor de apă și canalizare de pe întreg teritoriul de vest al Americii, fapt pentru care familia trebuia să se mute des.:6 La vârsta de trei ani s-a mutat împreună cu familia în Baker City, Oregon, unde tatăl său lucra la construirea barajului Balm Creek. Aici Hanna a dezvoltat o pasiune pentru activitățile în aer liber.:6 În 1917 s-au mutat în San Pedro, California după ce locuiseră o perioadă de timp în Logan, Utah.:67 În următorii doi ani s-au mutat de mai multe ori până s-au stabilit definitiv în Watts, California în 1919.:10 Aici, în 1922, Hanna s-a alăturat cercetașilor.:11 A urmat cursurile Liceului Compton din 1925 până în 1928, unde a cântat la saxofon într-o formație de muzică de dans. Această pasiune pentru muzică l-a ajutat și în cariera sa de animator, când a colaborat la scrierea unor cântece pentru filmele de desene animate, de exemplu tema muzicală a serialului Familia Flinstone.:67–68 Hanna a devenit cercetaș vultur de tânăr și a rămas activ pe tot parcursul vieții sale.:67–68 La maturitate a devenit cercetaș șef și a fost decorat de organizația de cercetași americani Boy Scouts of America cu așa-numitul Distinguished Eagle Scout Award (română Premiul distinșilor cercetași vulturi) în 1985.:120 Deși Hanna a primit multe distincții privind cariera sa de animator, acesta a fost premiul care l-a făcut să se simtă cel mai mândru. Printre celelalte pasiuni ale sale se mai numărau nautismul și cântatul într-un cvartet tip „barbershop”. A studiat atât jurnalismul cât și ingineria structurală la Compton City College,:6 dar a renunțat la studii din cauza marii crize economice. La data de 7 august 1936 s-a căsătorit cu Violet Blanch Wogatzke, alături de care a avut doi copii,:29 David William și Bonnie Jean, și șapte nepoți. În 1996, cu ajutorul scriitorului Tom Ito din Los Angeles și-a publicat autobiografia (Joe Barbera și-o publicase cu doi ani înainte).

## Carieră

### În film

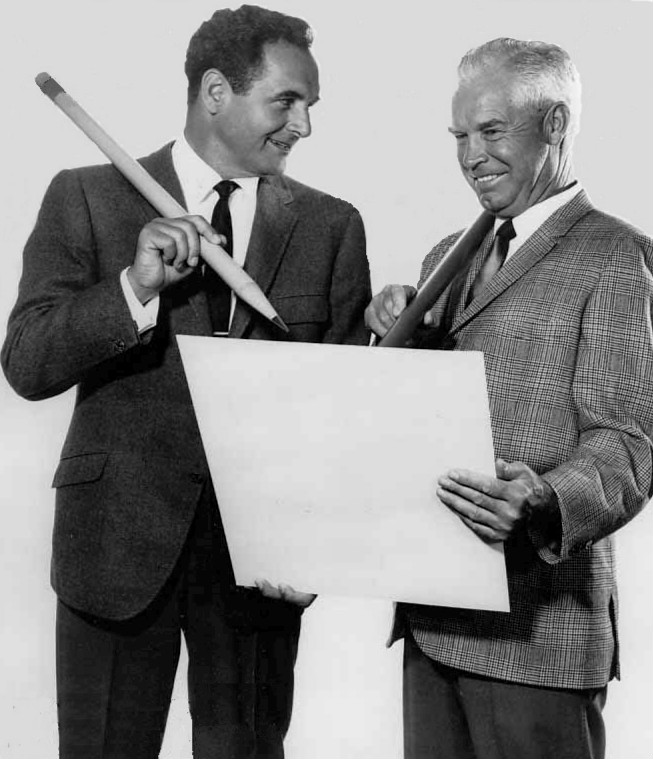
William Hanna și Joseph Barbera în 1965

După ce a renunțat la facultate, Hanna a profesat pentru scurt timp ca inginer constructor participând, de exemplu, la construirea Teatrului Pantages din Hollywood.:6 A fost concediat în timpul marii crize economice, dar și-a găsit un alt loc de muncă la o spălătorie auto. Prietenul uneia dintre surori l-a încurajat să depună o cerere de angajare la firma Pacific Art and Title, care producea inserte pentru filme, care i-a și fost acceptată. În timp ce lucra acolo, a devenit evident faptul că este un desenator talentat, iar în 1930 s-a angajat la studiourile de animație Harman și Ising, care creaseră seriile Looney Tunes și Merrie Melodies. Deși nu avea pregătire în domeniu, Hanna a devenit în scurt timp șeful secției „Desen și culoare”. Acolo, în afară de faptul că desena, scria versuri și compunea cântece. În primii ani ai săi la Harman și Ising, studioul îl avea ca partener pe Leon Schlesinger de la firma Pacific Title and Art, care vindea filmele animate produse de către Harman-Ising prin firma Warner Bros. Când Hugh Harman și Rudolph Ising au decis să renunțe la colaborarea cu Schlesinger și au început în 1933 să producă filme animate pentru Metro-Goldwyn-Mayer (MGM), Hanna a fost unul din angajații care i-au urmat. A semnat pentru un salariu săptămânal de 175 $ plus alte facilități,:53 iar în 1934 a cumpărat un teren în Valea San Fernando, teren care includea 5 acri (cca 2 hectare) plantați cu nuci. L-a schimbat cu un lot din Sherman Oaks când și-a dat seama că era prea departe de serviciu.:53 Pe acest teren și-a construit o casă în care a locuit vreme de peste 50 de ani.:54
I s-a acordat posibilitatea să regizeze primul său desen animat în 1936, intitulat To Spring, parte a seriei Happy Harmonies produsă de Harman-Ising. În următorul an, MGM a decis să pună capăt parteneriatului cu Harman-Ising și să lanseze producții proprii.:68 Hanna a fost printre primii oameni pe care MGM i-a angajat pentru noul lor studio de desene animate. Între anii 1938–1939 a fost regizor principal al seriei Căpitanul și copiii, bazată pe banda desenată omonimă (o variantă a seriei Katzenjammer Kids, rezultat al unui proces din 1914). Seria nu a avut succes, fiind chiar anulată, iar Hanna a fost retrogradat pe postul de scenarist.:68–69 Masa sa de lucru la MGM era față în față cu cea a lui Joseph Barbera, care înainte lucrase pentru TerryToons, iar cei doi și-au dat repede seama că pot face echipă bună.:Prefață Până în 1939 au pus bazele unui parteneriat care a durat timp de 50 de ani. Hanna și Barbera au lucrat împreună cu regizorul de desene animate Tex Avery, care îi crease pe Daffy Duck și Bugs Bunny pentru Warner Bros. și regiza filmele animate cu Droopy la MGM.:33:18

Personajele care l-au făcut celebru: Tom și Jerry

În 1940, Hanna și Barbera au colaborat la regizarea filmului Motanul e pus pe liber, care ulterior a fost nominalizat la Premiul Oscar pentru cel mai bun scurt metraj animat. În ciuda succesului, studioul dorea un portofoliu de desene mai diversificat, așa că șeful celor doi, Fred Quimby, nu a mai dorit să producă în continuare și mai multe animații cu șoarecele și pisica.:75–76 Surprinși de succesul filmului Motanul e pus pe liber, cei doi au ignorat opoziția lui Quimby:45 și au continuat să dezvolte personajele, chiar dacă în tot acest timp Hanna dorea să se întoarcă la studiourile lui Ising, față de care nutrea un sentiment de profundă loialitate. Când Hanna și Barbera s-au întâlnit cu Quimby, acesta din urmă a descoperit că deși Ising își arogase meritul pentru producerea peliculei Motanul e pus pe liber, nu avusese nicio contribuție la crearea acesteia. Drept urmare, Quimby le-a dat permisiunea celor doi să-și continue ideea cu șoarecele și pisica, iar rezultatul a fost cea mai celebră creație, Tom și Jerry.:78–79
Având personajele inspirate, cu mici diferențe, din cele din Motanul e pus pe liber, seria se centrează în jurul lui Jerry, șoarecele enervant care se ceartă mai mereu cu prietenul său felin, Tom. În legătură cu celebrul desen animat, Hanna a afirmat că au ales tema șoarecelui și a pisicii, întrucât: „Știam că vom avea nevoie de două personaje. Ne-am gândit că avem nevoie de conflict, urmăriri și acțiune. O pisică care urmărește un șoarece ni s-a părut o idee bună, simplă.” Personajele astfel modificate au apărut pentru prima dată în scurtmetrajul Gustarea de la miezul nopții din 1941,:46 pentru ca în următorii 17 ani, cei doi animatori să se ocupe aproape în exclusivitate de Tom și Jerry, regizând peste 114 scurtmetraje, care aveau la bază acțiunea și mai puțin dialogul. În timpul celui de-al Doilea Război Mondial au produs desene animate pentru antrenarea soldaților.:92–93 În ciuda popularității sale, Tom și Jerry a fost des criticat ca fiind excesiv de violent,:42:134 însă, cu toate acestea, seria a câștigat primul său Premiu Oscar pentru cel de-al 11-lea desen animat, „The Yankee Doodle Mouse” (1943) — o aventură de război—, și a mai fost nominalizată în cadrul acelorași premii de 14 ori, din care a câștigat 7 distincții. Niciun desen animat bazat pe aceleași personaje nu a câștigat mai multe premii, și nici alte serii cu același personaj. Tom și Jerry au apărut în mai multe dintre filmele cu actori ale studioului MGM, cum ar fi de pildă Anchors Aweigh (1945) și Invitation to the Dance (1956) cu Gene Kelly și Dangerous When Wet (1953) cu Esther Williams.
Quimby a ridicat toate premiile Oscar fără să-i invite pe Hanna și Barbera pe scenă, iar desenele au fost lansate cu Quimby menționat ca singur producător, aceeași practică pentru care el însuși îl criticase pe Ising.:83–84 Când Quimby s-a pensionat în 1955, Hanna și Barbera au fost numiți la conducerea secției de desene animate a MGM. În momentul în care veniturile studioului au început să scadă din cauza concurenței făcută de televiziune, MGM și-a dat seama că redifuzarea desenelor mai vechi era mult mai profitabilă decât producerea altora noi,:2–3, 109 drept pentru care, în 1957, compania i-a ordonat directorului economic al lui Hanna și Barbera să lichideze secția de desene animate și să-i concedieze pe angajați prin telefon.:2–3, 109 Hanna și Barbera nu au înțeles decizia, mai ales că seria avusese un real succes.

### Televiziune

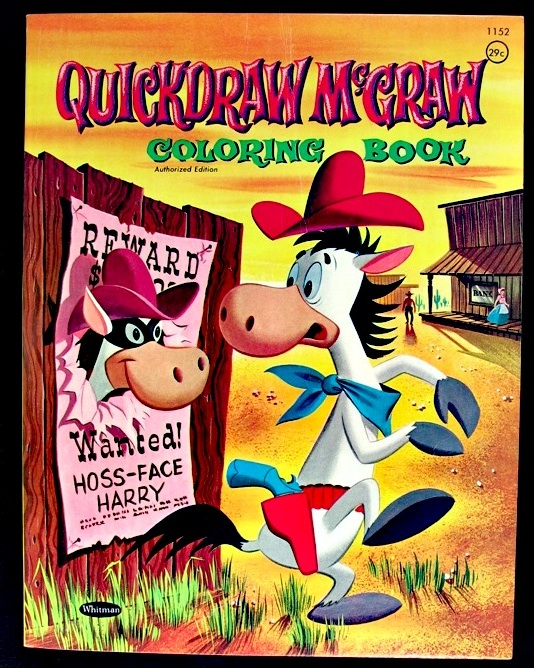
Quickdraw McGraw pe coperta unei cărți de colorat

Pe parcursul ultimului an la MGM, Hanna s-a implicat în televiziune, formând compania Shield Production (care a avut viață scurtă) împreună cu prietenul lui, animatorul Jay Ward, :27–29 creatorul serialului Rabbit Crusader. Parteneriatul lor s-a încheiat repede, iar în 1957 Hanna a făcut din nou echipă cu fostul său partener Joseph Barbera în vederea producerii desenelor animate pentru televiziune și cinematografe. Cei doi au contribuit cu aptitudini diferite în cadrul companiei, Barbera având talent la scrisul gagurilor și la desenat pe când Hanna avea talent la construcția narațiunii, găsirea momentului potrivit pentru introducerea unei acțiuni și recrutarea celor mai buni artiști. Deciziile importante de afaceri erau luate de ambii parteneri, iar titlul de președinte revenea fiecăruia prin rotație, o dată la un an.:77, 146:120 Întâietatea numelui lui Hanna în denumirea companiei a fost decisă de o aruncare cu banul,:Prefață numele inițial al studioului fiind H-B Enterprises, mai târziu schimbat în Hanna–Barbera Productions.
Primul serial lansat de noua companie a fost The Ruff & Reddy Show, în care este redată prietenia dintre un câine și o pisică. În ciuda criticilor lipsite de entuziasm pentru primul lor film cinematografic, Loopy De Loop, Hanna și Barbera au scos pe piață două seriale de televiziune de succes: The Huckleberry Hound Show și The Yogi Bear Show. Conform unui sondaj realizat în anul 1960, jumătate dintre cei care urmăreau serialul erau adulți. Acest lucru a determinat compania să creeze un nou serial de desene animate, Familia Flintstone, o parodie a serialului The Honeymooners, care prezintă viața de zi cu zi a unei familii din Epoca de piatră înconjurată de aparate de uz casnic, animale vorbitoare și invitați celebri. Vizionat atât de adulți cât și de copii, acesta a devenit primul desen animat difuzat la ore de vârf ce s-a transformat într-un mare succes, fiind totodată și cel mai longeviv (până la doborârea recordului de către Familia Simpson în 1997). Expresia „yabba dabba doo”, rostită de Fred Flinstone, a intrat în limbajul de zi cu zi al limbii engleze, iar serialul a propulsat studioul în vârful domeniului desenelor animate televizate. Îndemnată de succesul acestui film serial, compania a creat și produs Familia Jetson — o variantă a Familiei Flintsone — a cărui acțiune se petrece în spațiu, în viitor. Deși ambele seriale au reapărut pe ecranele de televiziune în anii 1970 și 1980, Familia Flintstone a avut de departe cel mai mare succes la public.

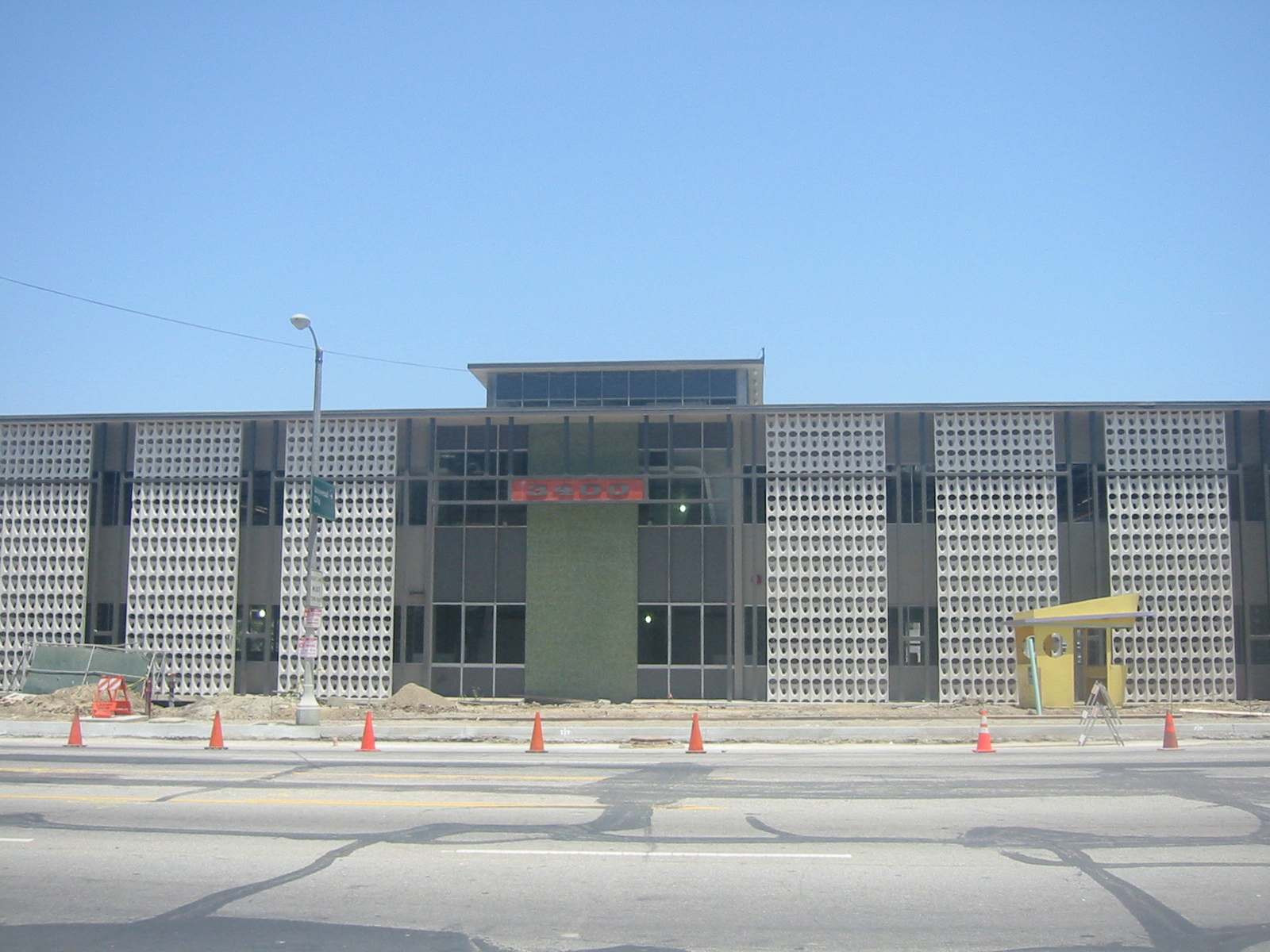
Clădirea studioului Hanna-Barbera

La sfârșitul anilor '60, Hanna–Barbera Productions era cel mai de succes studio de desene animate. Studioul a lansat de-a lungul anilor peste 3000 de episoade de câte o jumătate de oră. Printre cele mai mult de 100 de serii de desene animate și programe speciale pe care le-a produs se numără: Atom Ant, Augie Doggie și Doggie Daddy (o copie a seriei Spike și Tyke aparținând MGM), Jonny Quest, Josie și Pisicile, Magilla Gorilla, Pixie și Dixie și Mr. Jinks, Quick Draw McGraw și Top Cat. Cu toate că Top Cat se bazează pe personajul Sgt. Bilko jucat de Phil Silvers, s-a afirmat greșit că Sgt. Bilko ar fi servit ca inspirație pentru Ursul Yogi. Studioul The Hanna–Barbera a mai produs Scooby-Doo (1969–1986) și Ștrumfii (1981–1989), dar și filme de desene animate bazate pe poveștile Alice în țara minunilor, Jack și vrejul de fasole, Cyrano de Bergerac, precum și filmul de lungmetraj Miracolul prieteniei (1973).:228–230
În ciuda popularității desenelor în anii '60, artiștii nu le agreau. Programele de televiziune aveau bugete mai mici decât filmele de desene animate cinematografice, iar această realitate economică a dus la închiderea multor studiouri de animație în anii '50 și '60, mulți oameni din domeniu pierzându-și locul de muncă. Hanna–Barbera a jucat un rol crucial în dezvoltarea animației limitate,:75:54 care a dus la reducerea costurilor producerii programelor de televiziune, dar care sacrifica calitatea artistică. Hanna și Barbera experimentaseră cu aceste tehnici prima oară la începuturile serialului Tom și Jerry.:74, 115 Pentru a reduce costurile fiecărui episod, se punea accentul pe dialogul dintre personaje în detrimentul animației detaliate. iar numărul desenelor executate manual pentru un episod de aproximativ 7 minute a fost redus de la 14.000 la aproape 2.000. În plus, compania a implementat tehnici inovatoare cum ar fi cea a schimbării rapide a fundalului pentru a îmbunătăți vizionarea. Criticii nu au agreat trecerea de la animația bogată și detaliată la personaje plate (fără substanță) cu mișcări repetitive. Ca răspuns, Barbera a declarat că au avut de ales între a se adapta la bugetele pentru televiziune, care scăzuseră de la 35.000 de dolari pentru un episod de șapte minute cu Tom și Jerry la 2.700 de dolari pentru unul cu Ruff și Reddy,:83 și a-și alege o altă meserie.:75:54Cu toate acestea, noul stil nu a limitat succesul desenelor animate, permițându-le celor doi să-și continue lucrul și oferind locuri de muncă unor oameni care altfel ar fi fost șomeri. Animația limitată a devenit standardul pentru desenele animate televizate și continuă să fie folosită și în ziua de azi în programe de televiziune ca Familia Simpson și South Park.
În 1966, Hanna-Barbera Productions a fost vândută companiei Taft Broadcasting (redenumită Great American Communications în 1987) pentru suma de 12 milioane de dolari.:162, 235–236 Hanna și Barbera au rămas la conducerea companiei până în 1991,:16:151 an în care aceasta a fost cumpărată de Turner Broadcasting System pentru o sumă estimată la 320 de milioane de dolari; la rându-i, firma din urmă a fuzionat în 1996 cu Time Warner, deținătoare a Warner Bros. Acest moment a reprezentat începutul unei colaborări strânse cu Cartoon Network, Hanna și Barbera continuând să-și consilieze fosta companie, dar lucrând în paralel și la crearea unor noi desene animate, cum ar fi seria The Cartoon Cartoon Show și ecranizările Familiei Flintstone (1994) și Scooby-Doo (2002).

## Deces
Hanna a murit de cancer esofagian la 22 martie 2001 în North Hollywood, Los Angeles, California, și a fost îngropat în Cimitirul Ascension din Lake Forest, California. După moartea lui, Cartoon Network a difuzat la televiziune un segment de 20 de secunde, cu buline negre care trasau portretul lui Hanna, și următorul text: „Ne va fi dor de tine — Cartoon Network”.

## Moștenire

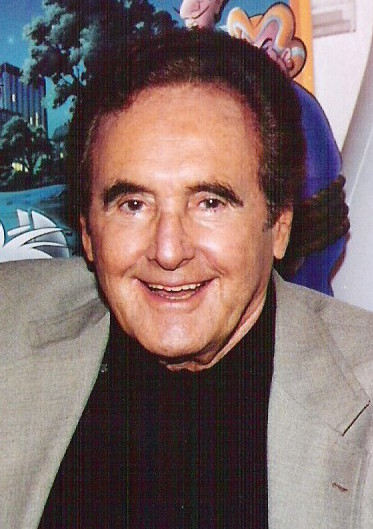
Probabil multe dintre desenele animate ale lui Hanna au fost o reflecție a prieteniei strânse și a parteneriatului dintre el și Barbera (foto).

Multe dintre desenele sale animate aveau ca temă prietenia strânsă și parteneriatul; această temă este evidentă la personajele Tom și Jerry, Ursul Yogy și Boo Boo, Fred Flintstone și Barney Rubble, Ruff și Reddy, familia Jetson și prietenii din Scooby-Doo, fiind probabil o reflecție a prieteniei strânse și a parteneriatului dintre Hanna și Barbera care a durat timp de aproape 60 de ani.:214 Deși calitățile profesionale, punctele slabe și personalitățile lor se potriveau perfect, Hanna și Barbera făceau parte din cercuri sociale total diferite. În cercul de prieteni al lui Hanna se aflau în principal alți animatori, în timp ce lui Barbera îi plăcea societatea mondenă de la Hollywood.:52–53 Prin împărțirea sarcinilor de serviciu se completau reciproc, dar nu aveau multe pasiuni în comun, din moment ce Hanna era interesat de activitățile în aer liber, iar lui Barbera îi plăceau plajele, mâncarea bună și băuturile fine.:120–121 Cu toate acestea, în timpul parteneriatului din care s-au născut peste 2.000 de personaje animate, Hanna și Barbera s-au contrazis foarte rar. Barbera afirma următoarele: „Ne înțelegeam perfect reciproc, și fiecare avea un respect profund pentru munca celuilalt.”
Hanna este considerat a fi unul dintre cei mai mari animatori din toate timpurile, la același nivel cu Tex Avery. Hanna și Barbera au fost printre primii animatori care și-au dat seama de potențialul enorm pe care îl reprezenta televiziunea și care s-au adaptat perfect schimbărilor pe care aceasta le-a adus industriei. Leonard Maltin a spus că echipa Hanna–Barbera „[probabil că] deține recordul pentru producerea desenelor animate de înaltă calitate folosind aceleași personaje an de an, fără pauză sau schimbări în rutină. Personajele lor sunt nu numai supervedete animate, dar și o parte iubită a culturii populare americane.” Cei doi sunt deseori considerați singurii rivali ai lui Walt Disney în arta creării desenelor animate. Hanna și Barbera au avut un impact de durată asupra desenelor animate televizate,:16 ele aflându-se deseori în clasamentele celor mai bune din branșă. Multe dintre personajele create de ei au apărut în filme, cărți, jocuri și în alte produse, iar desenele lor animate au fost vizionate la nivel mondial de peste 300 de milioane de oameni și au fost traduse în mai mult de 20 de limbi. Peliculele nu au fost elogiate doar pentru animație, ci și pentru muzica lor, The Cat Concerto (română Concertul motanului) (1946) și Johann Mouse (română Johann șoarecele) (1952), fiind ambele câștigătoare ale Premiului Oscar și totodată numite „capodopere ale animației” — în mare parte datorită muzicii clasice.:34:133
În total, cuplul Hanna–Barbera a câștigat șapte Premii Oscar și opt Premii Emmy,:32 The Huckleberry Hound Show primind în 1960 primul Emmy acordat unui serial animat. Le-au mai fost înmânate Globul de Aur pentru realizări în televiziune (1960), Premiul Golden IKE — pionieri ai audiovizualului —, Premiul Iris—NATPE — Oamenii anului (1988) —, Premiul guvernatorilor Academiei Artelor Televiziunii și a Științei (1988), Premiul Jackie Coogan pentru contribuiții extraordinare aduse tinerilor prin divertisment în film (1988), Premiul Frederic W. Ziv pentru realizări deosebite în telecomunicații și radiodifuziune — a Conservatorului de Muzică din Cincinnati (1989) —, stea pe Hollywood Walk of Fame (1976), mai multe premii Annie:170 și numeroase alte distincții care au dus la includerea lor în Television Hall of Fame în 1994.:171 În martie 2005, Academia Artelor Televiziunii și a Științei, în colaborare cu Warner Bros. Animation, le-a dedicat un basorelief de bronz la Television Academy's Hall of Fame Plaza în North Hollywood.